# Les Robots et l'Empire
[style à revoir]

Les Robots et l'Empire (titre original : Robots and Empire) est un roman de science-fiction d'Isaac Asimov publié en 1985, venant après Les Cavernes d'acier, Face aux feux du soleil et Les Robots de l'aube dans le Cycle des robots.
Ce livre permet de faire le lien avec le Cycle de Fondation et complète l'œuvre d'Asimov. On y retrouve la planète Solaria qui joue également un rôle dans le cycle de Fondation. On y découvre également la fin de la Terre…

## Résumé
Bien que ce livre soit inclus dans le cycle d'Elijah Baley, celui-ci n'est pas « physiquement » présent dans l'histoire. En effet, ce dernier est mort. Mais l'œuvre qu'il avait entreprise dans les livres précédents a avancé. Les terriens, en suivant son fils (Bentley) ont colonisé d'autres mondes et cela continue, bien que celui-ci aussi soit mort. Le descendant actuel d'Elijah Baley est son descendant à la 7e génération et s'appelle D. G. (D : Daneel, G : Giskard) Baley, en honneur aux deux robots éponymes qui ont travaillé avec Elijah.
Cette fois-ci, pas de véritable enquête, simplement deux robots (très particuliers), Daneel et Giskard, qui « sentent » que quelque chose se trame contre la Terre et qui tentent de l'arrêter. La personne qui préparerait la chose serait le roboticien spatien Amadiro, qui, contrairement à son rival Fastolfe, prône une politique antiterrienne. Amadiro a pris le poste de Directeur de l'institut de robotique d'Aurora et vise celui de président. Les deux robots, aidés par le fait que Giskard puisse lire les pensées, essayent de comprendre le plan et de l'arrêter, mais ils sont sans cesse limités par les trois lois de la robotique.
Ils se déplacent donc de monde en monde grâce au vaisseau de D. G. Baley (commercien colonien), épris de Gladia Solaria (en effet, les deux robots sont la propriété de Gladia et se déplacent toujours avec elle).

## Le monde
Contrairement aux autres romans où l'action était souvent réduite dans l'espace, dans celui-ci, il y a beaucoup de voyages grâce au vaisseau de D.G. Baley. Ainsi, Gladia et Baley (donc indirectement Daneel et Giskard) vont sur Solaria, Aurora, Baleyworld (nom donné en l'honneur de l'ancêtre) et finalement la Terre. 